# Нефтечалински рејон
Нефтечалински рејон (азер. Neftçala rayonu), једна је од 78 административно-територијалних јединица Азербејџана. Налази се у пределу региона Аран. Административни центар рејона се налази у граду Нефтечала. 
Нефтечалински рејон обухвата површину од 1.450 km² и има 81.300 становника (подаци из 2011). 
Административно, рејон се даље дели у 27 мањих општина.